# Azambujeira
Nota:Você pode também estar à procura de Azambuja ou Zambujeira.
Azambujeira é uma povoação portuguesa do município de Rio Maior. Foi sede da extinta Freguesia de Azambujeira, freguesia que tinha 8,88 km² de área e 458 habitantes (2011), e, por isso, uma densidade populacional de 50,8 hab/km². 
A freguesia de Azambujeira foi extinta (agregada) pela reorganização administrativa de 2012/2013, tendo o seu território sido agregado ao da freguesia de Malaqueijo para criar a freguesia de Azambujeira e Malaqueijo.
Azambujeira foi vila e sede de concelho até 1834. Teve foral em 1633. Dista 17 km da sede do município.

## População
| População da freguesia de Azambujeira | População da freguesia de Azambujeira | População da freguesia de Azambujeira | População da freguesia de Azambujeira | População da freguesia de Azambujeira | População da freguesia de Azambujeira | População da freguesia de Azambujeira | População da freguesia de Azambujeira | População da freguesia de Azambujeira | População da freguesia de Azambujeira | População da freguesia de Azambujeira | População da freguesia de Azambujeira | População da freguesia de Azambujeira | População da freguesia de Azambujeira | População da freguesia de Azambujeira |
| ------------------------------------- | ------------------------------------- | ------------------------------------- | ------------------------------------- | ------------------------------------- | ------------------------------------- | ------------------------------------- | ------------------------------------- | ------------------------------------- | ------------------------------------- | ------------------------------------- | ------------------------------------- | ------------------------------------- | ------------------------------------- | ------------------------------------- |
| 1864                                  | 1878                                  | 1890                                  | 1900                                  | 1911                                  | 1920                                  | 1930                                  | 1940                                  | 1950                                  | 1960                                  | 1970                                  | 1981                                  | 1991                                  | 2001                                  | 2011                                  |
| 392                                   | 457                                   | 450                                   | 511                                   | 548                                   | 575                                   | 615                                   | 678                                   | 695                                   | 679                                   | 587                                   | 583                                   | 539                                   | 528                                   | 458                                   |

| Distribuição da População por Grupos Etários | Distribuição da População por Grupos Etários | Distribuição da População por Grupos Etários | Distribuição da População por Grupos Etários | Distribuição da População por Grupos Etários | Distribuição da População por Grupos Etários | Distribuição da População por Grupos Etários | Distribuição da População por Grupos Etários | Distribuição da População por Grupos Etários | Distribuição da População por Grupos Etários |
| -------------------------------------------- | -------------------------------------------- | -------------------------------------------- | -------------------------------------------- | -------------------------------------------- | -------------------------------------------- | -------------------------------------------- | -------------------------------------------- | -------------------------------------------- | -------------------------------------------- |
| Ano                                          | 0-14 Anos                                    | 15-24 Anos                                   | 25-64 Anos                                   | > 65 Anos                                    |                                              | 0-14 Anos                                    | 15-24 Anos                                   | 25-64 Anos                                   | > 65 Anos                                    |
| 2001                                         | 75                                           | 70                                           | 257                                          | 126                                          |                                              | 14,2%                                        | 13,3%                                        | 48,7%                                        | 23,9%                                        |
| 2011                                         | 67                                           | 39                                           | 227                                          | 125                                          |                                              | 14,6%                                        | 8,5%                                         | 49,6%                                        | 27,3%                                        |

Média do País no censo de 2001:  0/14 Anos-16,0%; 15/24 Anos-14,3%; 25/64 Anos-53,4%; 65 e mais Anos-16,4%
Média do País no censo de 2011:   0/14 Anos-14,9%; 15/24 Anos-10,9%; 25/64 Anos-55,2%; 65 e mais Anos-19,0%

## História
A Azambujeira teve foral de D. Filipe III em 1633. Em 1834 o concelho foi extinto e as suas freguesias integradas no concelho de Santarém. Em 1836 foi criado o concelho (atual município) de Rio Maior para o qual Azambujeira trânsitou. 
É talvez a povoação mais antiga do município de Rio Maior, com os seus primórdios a remontarem ao tempo de D. Sancho II. Era grande senhorio destas terras o fidalgo Bartolomeu Domingues de Carvalho e, no seu período áureo andou ligado às casas de Sabugosa, Mursa e Soure e ao Marquês de Borba.
Segundo o livro do século XVIII (Costa, A. Carvalho, Corografia Portuguesa e descrição topográfica do famoso reino de Portugal. Tomo III, Lisboa 1706-1712) o seu nome deve-se ao facto de aí terem existido muitas árvores de azambujos. O azambujo é uma árvore bravia parecida com a oliveira. O seu fruto parece uma azeitona pequena. É a vila com mais história do município de Rio Maior.

## Património
- Pelourinho de Azambujeira

## Cultura
- Neste domínio, há que destacar o Museu Regional de Azambujeira – Manuel Nobre, que se dispõe de recheio etnográfico local e regional e ainda o grupo ASA, com sede no edifico do antigo jardim de infância, formado essencialmente por seniores que se dedicam a trabalhos de artesanato e recolha e partilha etnográfica.

## Saúde
- Embora a freguesia conte (desde 1990) com um edifício expressamente construído pela autarquia para servir como posto médico, este nunca entrou em funcionamento por falta de autorização governamental. Assim a população dispõe de cuidados de saúde em Rio Maior e em S. João da Ribeira. Cuidados básicos de enfermagem no domicilio, são prestados pela Unidade de Saúde Familiar Salinas de Rio Maior.

## Economia
- Dotada em terrenos muito ricos, desde sempre houve um predomínio da Agricultura, que ainda hoje se faz sentir (Olival, cereais, vinha e regadios). Há também, o comércio e agro-pecuária, a indústria (panificação/pastelaria, carroçarias auto, metalurgia e alumínios). Carroçarias auto, empresa familiar da família Coelhos,junto à EN 114.  Na localidade de Alfouvés existe também a maior exploração leiteira do Município de Rio Maior, a Nutrileite - Sociedade Agrícola, Lda.

## Educação
- A freguesia contou com um jardim-de-infância, duas escolas do 1º ciclo do ensino básico: uma em Azambujeira, (equipada com duas salas de aulas), e outra em Alfouvés. Actualmente as crianças do pré-escolar e 1º ciclo deslocam-se em autocarro da Câmara, para o Centro Escolar Poeta Ruy Bello, em São João da Ribeira. Para os restantes níveis de ensino os alunos têm de se deslocar para Rio Maior ou Santarém.

## A visitar
No centro Histórico de Azambujeira se pode admirar o Pelourinho (data do 3º quartel de seiscentos); a antiga casa Senhorial e Edifício da Câmara, hoje restaurada e convertida no Museu Regional; a Igreja Matriz datada do séc XVII, revestida interiormente com vários painéis em azulejaria da mesma época. De realçar ainda a Igreja de Alfouvés; a Quinta do Carvalhal Novo e os antigos moinhos de vento em ruínas em Azambujeira e Alfouvés; a ponte calhariz, estilo românico sobre a ribeira de Alcobertas que liga os municípios de Rio Maior e Santarém. Há ainda vestígios da existência de vias romanas.